# Effetto citopatico
L'effetto citopatico è l'insieme di cambiamenti morfologico-strutturali che una cellula infetta da virus può assumere.
Tali effetti si manifestano come perdita della forma, ingrossamento, formazione di inclusioni cellulari e/o citoplasmatiche, aspetti necrotici, degenerativi e formazione di sincizi cellulari (fusione tra membrana infetta e capside o pericapside virale).
Questi effetti vengono utilizzati in sede di esame su colture cellulari per rilevare la presenza di infezioni virali.